# Kendilóna
Kendilóna falu Kolozs megyében, Romániában. Román neve Luna de Jos, német neve Lone.

## Fekvése
Kolozsváról kb. 30 kilométerre északkeletre, Dobokától keletre kb. 8 kilométerre fekszik. A Lóna-patak Kendilóna mellett ömlik a Kis-Szamosba.

## Nevének eredete
Előnevét egykori birtokosairól, a Kendi család után kapta, a Lona pedig 'öböl' jelentésű szláv szó. A falu nevének változatai: 1315-ben Lona, 1524-ben Lonya, 1631-ben Magyar-Lona, 1721-ben Kende-Lona.

## Története
A falu helyén már a római korban település lehetett, mivel a környéken III. Valentinianus (425–455) késői kibocsátású solidusaiból találtak. Lóna első ismert birtokosai 1315-ben a Kaplon nemzetségbeli Péter fiai János, Finta, Mihály és Kaplyon voltak. 1444-ben I. Ulászló király Lónai László fiát Miklóst megerősítette Lóna birtokában, amely ősi birtoka volt, de az erről szóló okmányok elvesztek az 1437-es parasztlázadásban. 1535-ben már a Kendi-család tulajdonában volt, de miután 1610-ben Kendi István merényletet tervezett Báthory Gábor fejedelem ellen, ezért Lónát elvették tőle. 1616-1688 között a Haller család tulajdonában volt, ezután került a Telekiek kezébe.
1880-1910 között Szolnok-Doboka vármegye Szamosújvári járásához tartozott. 1891-ben 1125 lakosa volt, ebből 625 görögkatolikus, 437 református, 55 római katolikus, 15 izraelita és 1-1 ortodox, lutheránus, illetve örmény katholikus. 1992-ben a lakosok száma 828, ebből 589 román, 129 magyar, 108 cigány volt.

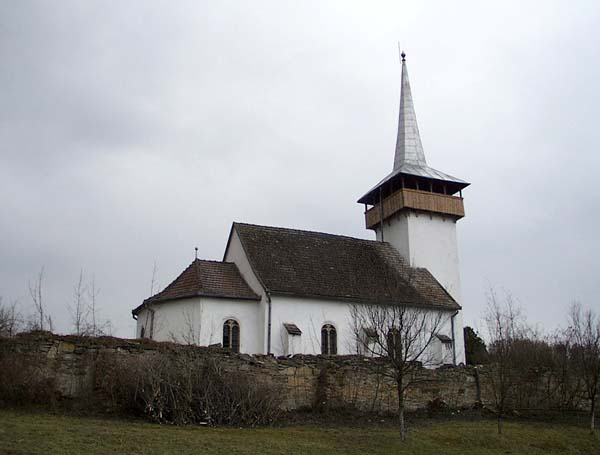
a református templom

## Látnivalók
- Reneszánsz Teleki-kastély a 17. század második feléből. A kastély kertjében fogatta el Teleki Mihály az összeesküvéssel vádolt Kendi Sándort.
- Református templom